# Master of Theology
Nel sistema di istruzione dell'America del Nord, il Master of Theology (in latino: Theologiae Magister, abbreviato ThM) è un titolo di studio post laurea o dottorato considerato dall'Associazione delle Scuole Teologiche come il percorso formativo qualificante per l'insegnamento delle materie teologiche nei seminari accreditati e nelle scuole di specializzazione post laurea, riconosciuto come equivalente al titolo di Maestro di Teologia Sacra (magister sacrae theologiae).
L'Associazione delle Scuole Teologiche ha definito entrambi i titoli di studio come "Programmi avanzati orientati verso la ricerca teologica e l'insegnamento"

## Nell'america del Nord
Il Master of Theology (ThM) è un diploma di ricerca teologica avanzata offerto da seminari e università. Il diploma si ottiene solitamente dopo il Master of Divinity (MDiv), ovvero a prosecuzione di una laurea triennale in teologia.
Il Master of Theology è costituito da un percorso annuale o biennale di studi specialistici avanzati nella ricerca teologica (es. Counseling, Storia della Chiesa, Teologia sistematica, ecc. ). Può richiedere o meno veri e propri esami tematici e la stesura di una tesi di ricerca, ma richiede di produrre "risultati derivanti dalle conoscenze trasmesse, che dimostrino l'acquisizione di competenze avanzate in un'area o disciplina della studio teologico, e la capacità di condurre ricerche originali in tale ambito". Il Master of Theology è solitamente concepito come un percorso accademico  di livelloavanzato, con un'enfasi sulla ricerca accademica. Il ThM spesso funziona come un diploma di dottorato, a seconda del proprio percorso formativo o dell'istituzione di provenienza. Alcune istituzioni assegnano un ThM in vista di un dottore in filosofia o a un dottore in teologia, integrato da programmi di ThM separati.